# Diadegma erraticum
Diadegma erraticum là một loài tò vò trong họ Ichneumonidae.